# Robert Le Foll
Pour les articles homonymes, voir Le Foll.
Robert Le Foll, né le 25 février 1934 à Boisemont (Eure), est un homme politique français.

## Détail des fonctions et des mandats
Mandats parlementaires
- 21 juin 1981 - 1er avril 1986 : Député de la 3e circonscription de Seine-et-Marne
- 16 mars 1986 - 14 mai 1988 : Député de Seine-et-Marne
- 12 juin 1988 - 1er avril 1993 : Député de la 6e circonscription de Seine-et-Marne